# Quatremare

Quatremare este o comună în departamentul Eure, Franța. În 1 ianuarie 2022 avea o populație de 440 de locuitori.